# Ingeborg Heidemann
Ingeborg Heidemann (* 6. September 1915 in Bonn; † 8. November 1987 in Remagen) war eine deutsche Philosophin. Sie war Professorin für Philosophie an der Universität Bonn.
Ingeborg Heidemann promovierte 1955 bei Heinz Heimsoeth an der Universität Köln über die Kantkritik Max Schelers. Sie habilitierte 1958 bei Gottfried Martin in Mainz mit einer Untersuchung über „Spontaneität und Zeitlichkeit. Ein Problem der Kritik der reinen Vernunft“.
1968 wurde sie Mitglied der Philosophischen Fakultät der Universität Bonn, wo sie bis zu ihrem Tode wirkte.
Seit der Begründung der neuen Kant-Gesellschaft durch Gottfried Martin war sie als Mitglied des Vorstandes zusammen mit Gottfried Martin für die Gesellschaft tätig.
Lange Jahre leistete sie die entscheidende Arbeit für die Herausgabe der Kant-Studien, sie gab die Kantstudien-Ergänzungshefte allein, dann zusammen mit Joachim Kopper und Rudolf Malter heraus. An den Kant-Kongressen von 1960, 1965, 1970, 1974 und 1981 nahm sie mit eigenen wichtigen Beiträgen teil.